# Legioenzegel

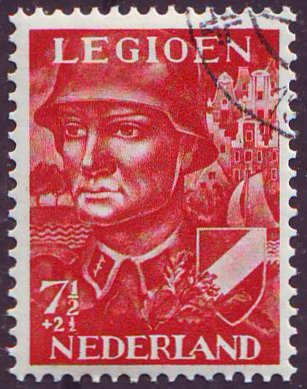

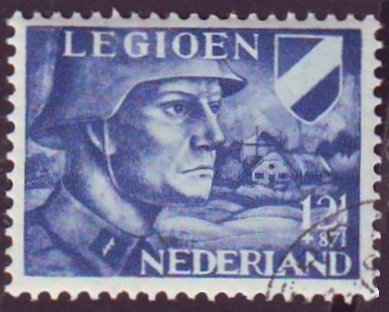
De Nederlandse Legioenzegels, uitgegeven op 1 november 1942.

Legioenzegels zijn Nederlandse postzegels en Belgische niet-officiële zegels (cinderella's) uitgegeven tijdens de Tweede Wereldoorlog in verband met de strijd aan het oostfront.

## Nederland
In Nederland werden in 1942 legioen(post)zegels in vellen en in blokken (Legioenblok) uitgegeven met toeslag "ten bate van het voorzieningsfonds van het Nederlandsch Legioen 1942". De zegels en blokken waren ontworpen door de NSB'er W.J.H. Nijs (1902-1961), nadat een paar bekende postzegelontwerpers nee hadden gezegd. De rode zegel van 7½ cent had een toeslag van 2½ cent, de blauwe zegel van 12½ cent een toeslag van maar liefst 87½ cent. De blokken met zegels van 7½ cent bevatten tien zegels en werden verkocht voor f 1,–, de blokken met zegels van 12½ cent bevatten vier zegels en werden verkocht voor f 4,–. De zegels kwamen uit op 1 november 1942.
De zegels werden vooral door sympathisanten van de Duitse bezetter gekocht. Brieven gefrankeerd met deze zegels zijn zeldzaam, vooral met de zegel van 12½ cent. Een groot deel van de oplaag is verkocht op de tentoonstelling ‘Herlevend Nederland’, over de geschiedenis van de NSB, in het Rijksmuseum te Amsterdam op 18, 19 en 20 december 1942. Daar was een tijdelijk postkantoor gevestigd, waar de zegels en blokken voorzien konden worden van een speciaal stempel.
Van de zegel van 7½ cent werden 1.088.134 exemplaren verkocht, een opbrengst van de bijslag van 27.203,35 gulden, en van de 12½ cent 527.532 exemplaren, dus een bijslag van 461.590,50 gulden. Van het blok van 7½ cent werden 131.424 stuks verkocht, bijslag 32.856,– gulden, en van het blok van 12½ cent 121.211 stuks, bijslag 424.238,50 gulden. De totale opbrengst van de toeslag was dus 945.888,35 gulden.

## België
In België werden legioenzegels uitgegeven in 1941 (Vlaams Legioen), in 1942 (Waals Legioen/Légion Wallonie) en in 1943 (opdruk op de zegels Vlaams legioen). Deze zegels waren gedrukt in velletjes van vier zegels. De Vlaams legioenzegels vermelden de tekst: "veldpost / vrijwilligers / legioen Vlaanderen / voor onze jongens aan het Oostfront".